# Marilu Henner
Marilu Henner, ursprungligen Mary Lucy Denise Pudlowski, född 6 april 1952 i Chicago, Illinois, är en amerikansk skådespelare.
Henner har även skrivit böcker om hälsa och skönhetstips samt en bok med recept på skönhetsmasker och drycker.

## Filmografi

### Filmer
- 1977 - Om sanningen ska fram
- 1978 - Blodsbröder
- 1982 - Hammett
- 1983 - Cannonball Run II
- 1983 - Brudar på hjärnan
- 1984 - Johnny Dangerously
- 1985 - Perfect
- 1985 - Gangsterfasoner
- 1985 - Spåren slutar i Las Vegas
- 1987 - Skojare på Rivieran
- 1988 - Damernas
- 1991 - En mans lag
- 1991 - L.A. Story
- 1992 - Kaos i kulissen
- 1993 - Batman möter mörkrets hämnare (röst)
- 1994 - Chasers
- 1995 - Kamp för rättvisa
- 1996 - Oskyldigt dömd
- 1996 - Titanic (TV)
- 1998 - Batman & Mr. Freeze i minusgrader (röst)
- 1999 - Man on the Moon

### TV-serier
- 1978-1983 - Taxi (114 avsnitt)
- 1990-1994 - Evening Shade (80 avsnitt)
- 2014 - Brooklyn Nine-Nine - Vivian Ludley (fem avsnitt)